# 呉市海事歴史科学館

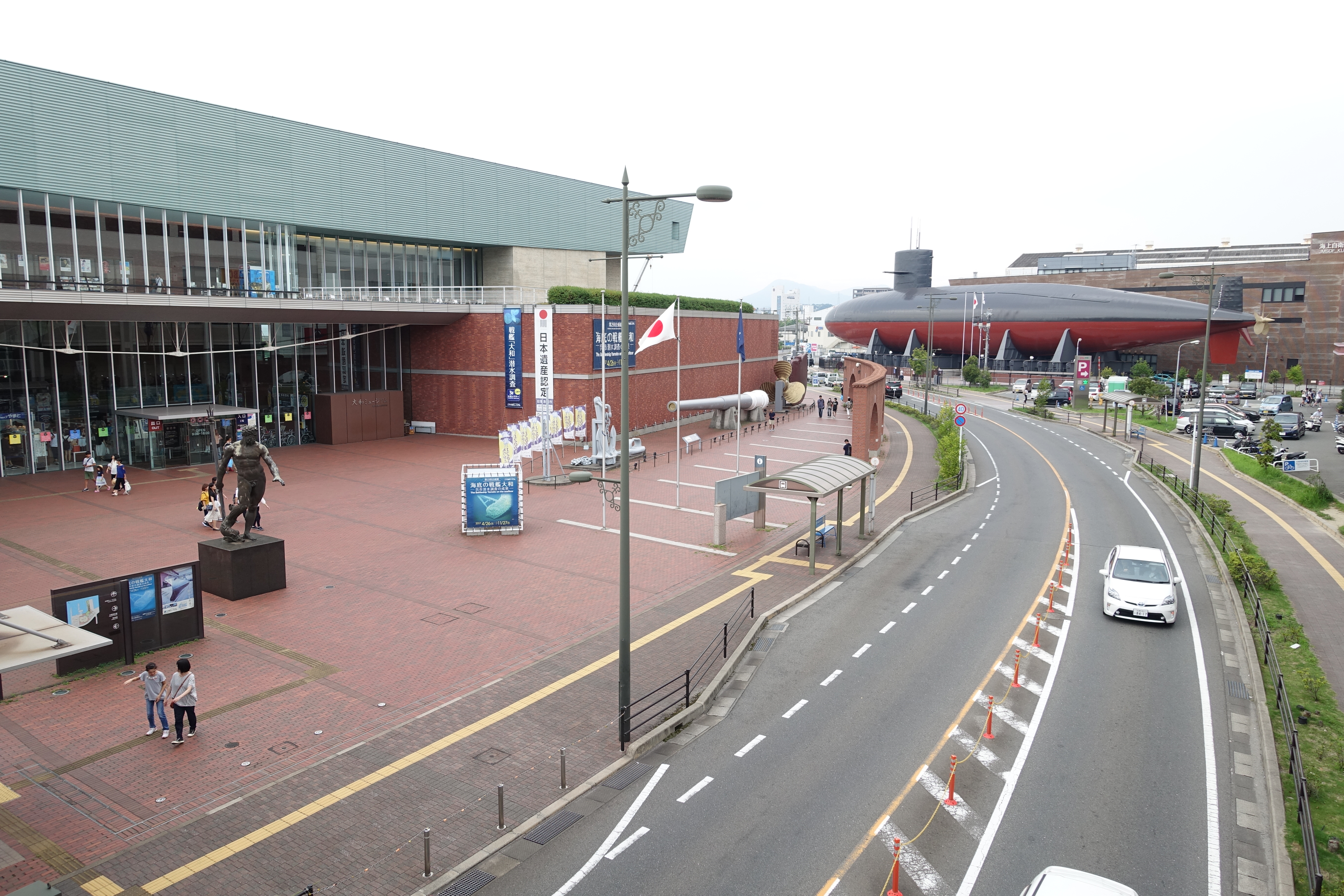
海上自衛隊呉史料館とは道を隔てて向かい合う

呉市海事歴史科学館（くれし かいじれきしかがくかん）は、広島県呉市にある科学館。愛称は大和ミュージアム（やまとミュージアム）で、正式名称よりも愛称が広く定着している。リニューアル工事が計画されており、2025年2月17日から休館となる。なお、2025年1月31日までの教育旅行の受付はされている。リニューアルオープンは2026年4月の予定。

## 概要
呉市海事歴史科学館条例に基づき設置されており、同条例の第1条で「明治以降の日本の近現代史の縮図ともいえる呉の歴史及びその近代化の礎となった各種の科学技術を紹介することにより住民が歴史への理解を深め、科学技術への興味と関心を高め、平和の大切さについて考えるとともに、学習の場及び住民交流の場を提供することにより地域の教育及び文化の向上並びに観光の振興に寄与することを目的」とすると定められている。愛称の「大和ミュージアム」も同条例で定められている（第2条）。
日露戦争・日本海海戦から100年目、大東亜戦争（太平洋戦争）終戦から60年目にあたる2005年4月23日に開館した。
愛称の「大和ミュージアム」が示すように、旧日本海軍の超大型軍艦「大和」の建造と軍事活動が中心となっている。
構想あるいは建設に関しては、「戦争責任」について様々な意見を向ける旨もあったが開館以来盛況を続けており、呉市の歴史的観光資源を再発見するきっかけとして呉市を全国的観光地に一躍押し上げた立役者である。呉市の経済社会にも影響を与えており、様々なイベントが行われる地域拠点の役割も果たしている。
初代館長の戸髙一成は、当館の展示が戦争賛美ではなく、とくに戦艦大和建造など軍事や戦争によって発達した産業技術そのものとその使われ方（軍事目的）とは分けてとらえるべきだとしている。館の方針としては、当館を「平和学習の場」として開放するため、実物の兵器や当時の映像フィルムなどの歴史的資料を淡々と提示するかたちで意見や注釈は付けず、政治的に中立的な立場をとるよう努めている。「歴史認識についての判断は来館者個々に任せる」という方針を採用している。
2008年度より指定管理者制度が導入され、学芸部門は引き続き呉市が、管理運営・広報などは「大和ミュージアム運営グループ」が担当している。
2019年（令和元年）10月に来館者累計1,400万人となった。

## 歴史

### 開館の経緯
呉市が造船業不況による経済停滞からの脱却を模索していた1980年代初頭、広島県は県立博物館建設を検討していた。1980年度より呉市も県に対して市内での県立博物館設置要望を出すようになった。この頃は「海に関する県立博物館」という構想であった。1990年度 - 1991年度にかけて呉市から業務委託を受けた財団法人日本博物館協会が博物館基本構想を策定し、「近代造船技術の進展」を展示する博物館が提唱された。こうして1991年度より資料収集・調査研究が開始された。
1993年11月、呉市長に前広島県副知事の小笠原臣也が就任する。小笠原は松山市助役を務めていたころ、同市の子規記念博物館設立にかかわった経験があり、文化行政のノウハウを理解していた。また、同博物館の資料を調べる際、司馬遼太郎『坂の上の雲』などで自らの出身地・呉の「軍都」としての歴史を再確認していた。そのため、小笠原は積極的に博物館建設を推進していく。
1994年 - 1995年にかけて、戦艦大和を博物館の核としていくことに構想が固まっていった。しかし、県側は（海）軍事色が強い博物館を県立として開館することは難しいことを呉市に伝えた。そこで小笠原は1996年12月の市議会で、博物館建設に市主体で取り組むことを正式に表明した。1997年に呉市は主要プロジェクトの1つとして海事博物館建設を明記し、同年9月の市議会で呉駅南側の宝町地区を博物館の建設場所とすることが表明された。財源は国（防衛施設庁・科学技術庁）・県への働きかけに加え、呉市博物館推進基金、呉商工会議所の募金委員会などを設立し民間資金の活用も行われた。最終的に事業費総額65億円のうち、国・県・地方交付税・募金等が約36億円、市負担が約29億円となった。
1999年10月 - 12月に呉市が博物館設立準備として設置していた収蔵仮展示施設で「戦艦大和展」が行われた。これには3カ月で累計1万人を超える来館者が訪れた。2000年大阪で開催された関西ミュージアムメッセで呉市が参加した戦艦大和関連の展示には、4日間で1万2000人以上が訪れ、そのアンケート結果（1300件分）では「印象に残った出展ブース」の第1位となった。
2003年初頭、広報活動の一環として名称募集を行い，同年8月に正式名称を「呉市海事歴史科学館」、愛称を「大和ミュージアム」とすることが公表された。
2005年1月、ガイドボランティアが組織された。マスコミの関心は高まっており、2005年3月の定例市議会では、入館者数の予想を当初の20万人から40万人へ引き上げられた。ただしこれらは、反対意見を抑えるための多めの見積もりであったと、小笠原らが後に明かしている。2005年4月23日、開館を迎えた。

### 開館と反響

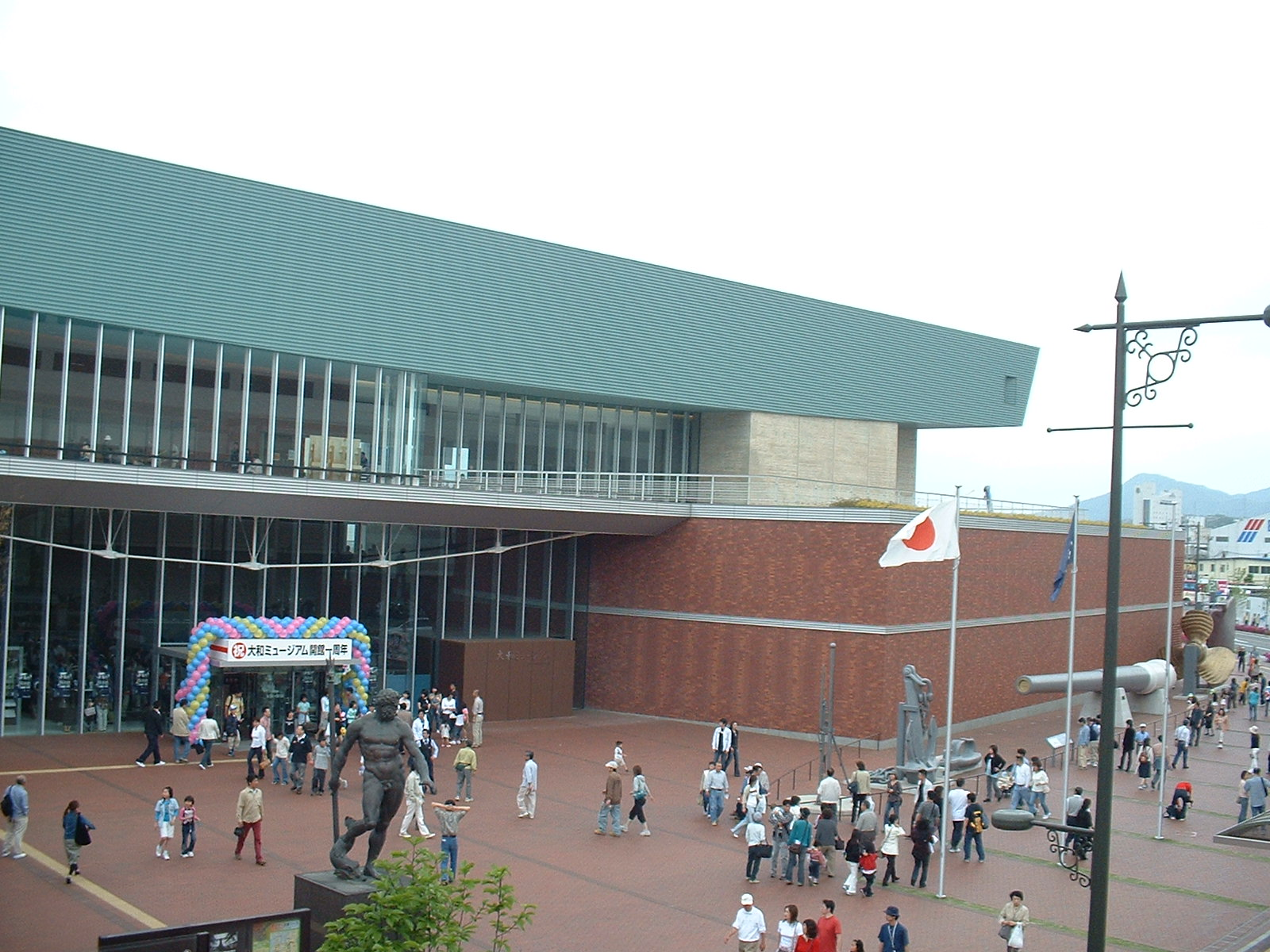
1周年時

開館後、大和ミュージアムは大きな人気を博した。開館した2005年には来館者が122万9250人（開館日4月23日を起算日とした初年1年間の来館者数は161万4457人）と予想をはるかに上回り、地方都市の博物館としては類を見ないほど多くの人々が訪れた。地域・団体からの来館希望も多く、行政職員が旅行代理店業務をこなす有様であった。2005年12月公開の映画『男たちの大和』も大和ミュージアムの人気に大きく貢献した。また、これにより街全体の観光客数も大幅に増加し、呉市は年間300万人以上が訪れる観光都市に成長した。
なお一部からは批判も挙がった。開館直後の2005年5月、市民団体「ピースリンク広島・呉・岩国」は、展示の見直しを求める要請書を提出し、「軍事技術・戦争を美化している」と主張した。また中華人民共和国と、対戦国ではないにもかかわらず大韓民国でも一部に大和ミュージアムを批判する報道があり、日本共産党の呉市議が市議会でそれを引用した。ただし、大和ミュージアムへの批判やクレームはほとんどなく、具体的な行動を起こしたのは上記の市民団体にとどまった。

### 運営の沿革
| 年     | 来館者数  |
| ------ | --------- |
| 2005年 | 161.4万人 |
| 2006年 | 117.9万人 |
| 2007年 | 108.9万人 |
| 2008年 | 89万人    |
| 2009年 | 86.3万人  |
| 2010年 | 81.8万人  |
| 2011年 | 74.7万人  |
| 2012年 | 84.9万人  |
| 2013年 | 90.9万人  |

開館から時間が経っても、年々漸減しているものの大和ミュージアムは多くの入館者が訪れている。4年目以降の来館者は90万人から74万人の間で安定的に推移しており、年間10万人で成功とされる地域の歴史博物館としては異例の多さである。太平洋戦争に関連する映画が公開されると、来館者が増える傾向がある。
2007年には隣に海上自衛隊呉史料館（てつのくじら館）が併設され、大和ミュージアムと並んで多くの入館者を集めている。同館のメインの展示物は、退役した海上自衛隊の展示用潜水艦旧あきしおの実物などである。
2008年度に指定管理者制度が導入され、学芸部門のみ呉市商工観光部（現・産業部）が管轄し、民間会社で構成される「大和ミュージアム運営グループ」が管理・運営・広報などを担当することとなった。2012年度からの2期目も同グループが引き続き管轄している。
大和ミュージアムの集客力は周辺の地域社会にも大きな影響を与え、単なる「戦争博物館」にとどまらない地域拠点になりつつあるとされる。2010年にはリニューアルオープンによって呉の戦後の歩みなど地域史を紹介するコーナーを拡充させた。2012年4月には「ミュージアムショップやまと」を中核として地元の業者・アーティストと共同で「Blue Project（ブループロジェクト）」という事業体が結成され、大和関連だけではなく、呉や瀬戸内海にちなんだオリジナル商品の開発・販売が行われている。
2018年からスマートフォン・タブレットを用いた多言語音声ガイドが導入された。日本語ナレーションは、艦船擬人化ゲーム『艦隊これくしょん -艦これ-』で大和役を務めた竹達彩奈が担当する。
大和ミュージアムについては来館者数が当初の想定を上回り、施設や設備に負担がかかっているが、大規模リニューアルが行われず施設内外の経年劣化が課題になっていた。また、新たな調査研究の反映など大規模な展示更新も課題とされた。
そのため2025年度のリニューアルオープンを目指して改修工事が行われることになった。その後予定が遅れ2025年2月17日から2026年3月末まで休館ならびにリニューアル工事が行われている。

## 展示内容

### 1階

#### 大和ひろば
入口を入ってすぐの『大和ひろば』には、実物の10分の1サイズの戦艦大和の模型が展示されている。この模型は、大和の海底調査や発見された資料により判明した最新の情報に基づいて制作されており、新たに判明した史実や資料があれば随時それに合わせて改装されている（この変更点には、偵察機の追加搭載などがある）。また映画『男たちの大和/YAMATO』の撮影の際、尾道市向島町にあった戦艦大和実寸大オープンロケセットの不足部分を補うため、CGの合成用素材として使用された。なお映画撮影後に解体されたロケセットの一部は呉市へ寄贈され、2006年（平成18年）6月29日、大和ミュージアムの資料修復保存施設（旧海事博物館推進室敷地内）に搬入され、同館の第2駐車場ビル2階に展示されている。
大和の模型の他、戦艦陸奥や重巡洋艦青葉に実際に搭載されていた主砲身、戦艦金剛のイギリス・ヴィッカース社から輸入した当時のボイラーや、戦艦陸奥の錨、航空戦艦日向 (戦艦)のマストに掲揚されていた軍艦旗、零式艦上戦闘機六二型、“人間魚雷”回天10型（試作型）、特殊潜航艇「海龍」を展示の主体として、海軍兵器の実物が数多く展示されている。その他、実物の潜水調査船である「しんかい」の屋外展示など、戦後の海事史についての展示物も充実している。

#### 呉の歴史 展示室
呉鎮守府開庁前後の地域社会、呉海軍工廠設立時と軍器国産化、製鋼部の成立と技術教育、市民生活と文化、造機と航空機の技術、「大和」の概要と乗組員、太平洋戦争の概要と呉への影響、終戦時の呉海軍工廠と呉地域の実態、工廠跡地と造船業の拡大などをテーマに構成している。

### 2階
吹き抜けとなっており、1/10大和を見下ろせるようになっている。

### 3階
3階には展示室と大和シアターがある。
展示室は「船をつくる技術展示室」のテーマで展示されていたが、2025年度のリニューアルで科学技術展示室となり「呉のものづくり」をテーマに造船技術だけでなく、航空機開発や素材開発、加工技術も紹介する展示に全面刷新される予定である。
大和シアターではスクリーンと固定椅子を設けて上映展示が行われてきたが、2025年度のリニューアルで座席数200席の多目的スペースに改修され、ミニ企画展や講演会、ユニークベニュー等に活用されることになっている。
大和シアター「未来へ」には、名誉館長の一人である松本零士の監督作品『宇宙戦艦ヤマト』関連の展示品があったが後に撤去されている。

### 4階
4階は書庫と資料室となっており、船舶艤装品、模型、図面、紙資料等が展示されている。

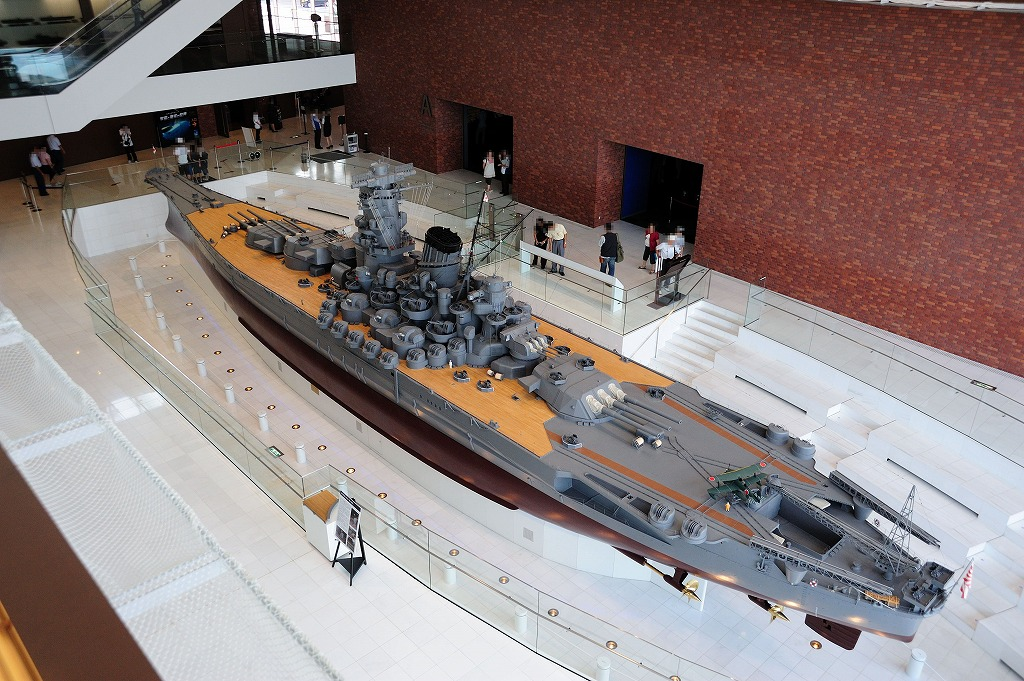
大和ひろばの1/10戦艦大和。
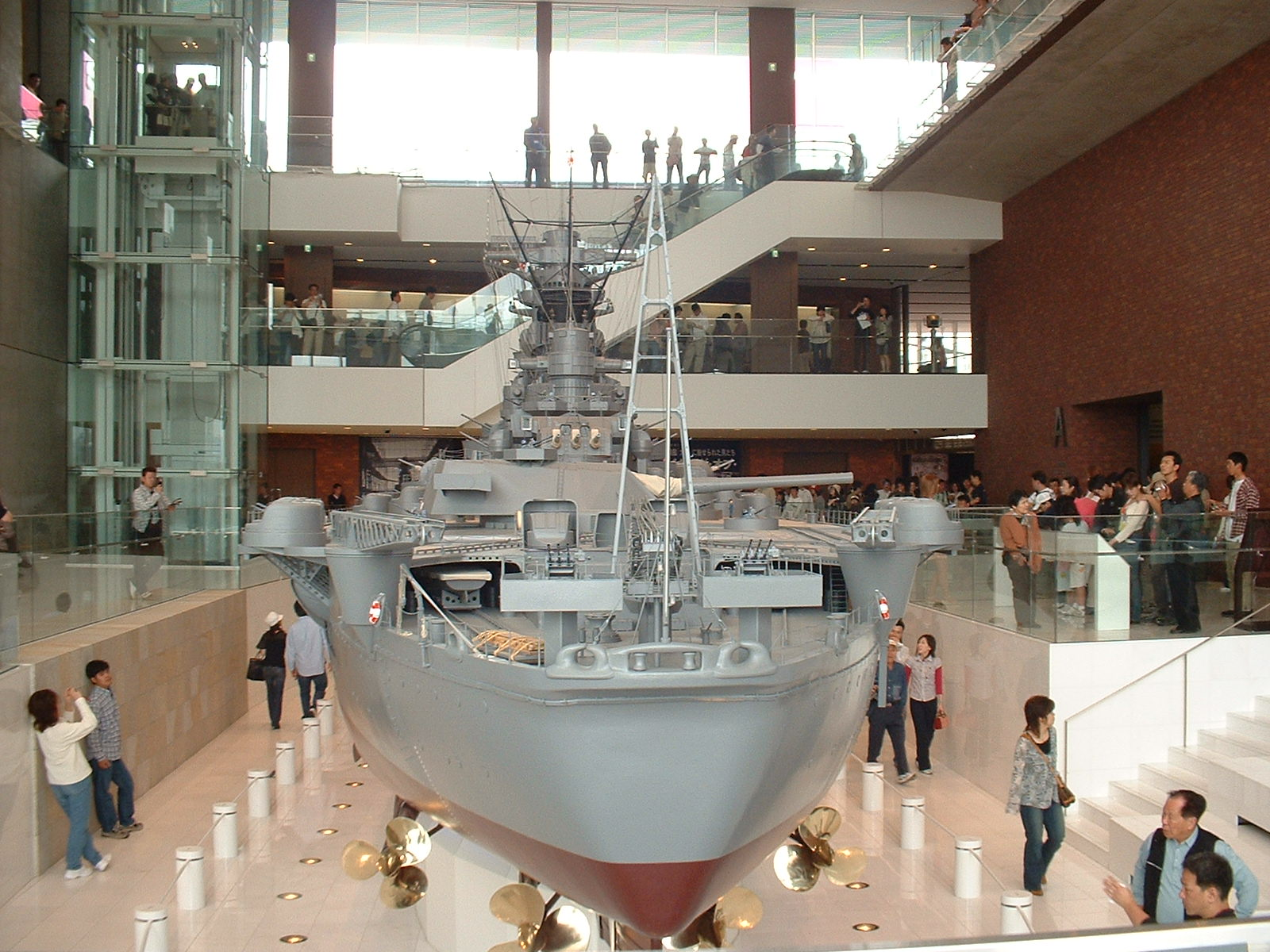
大和ひろばの1/10戦艦大和（艦尾側）。
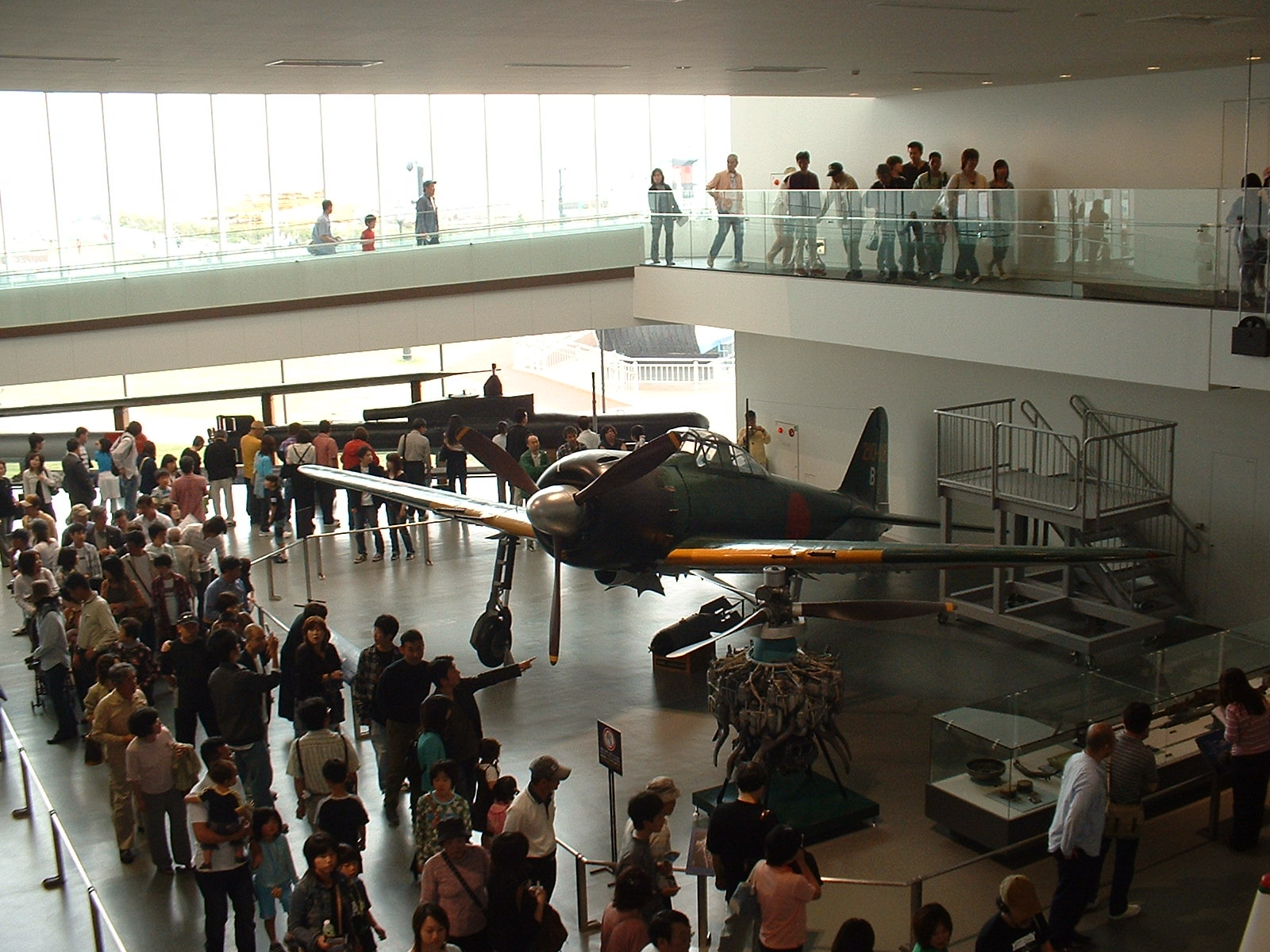
大型資料展示室の零戦六二型。
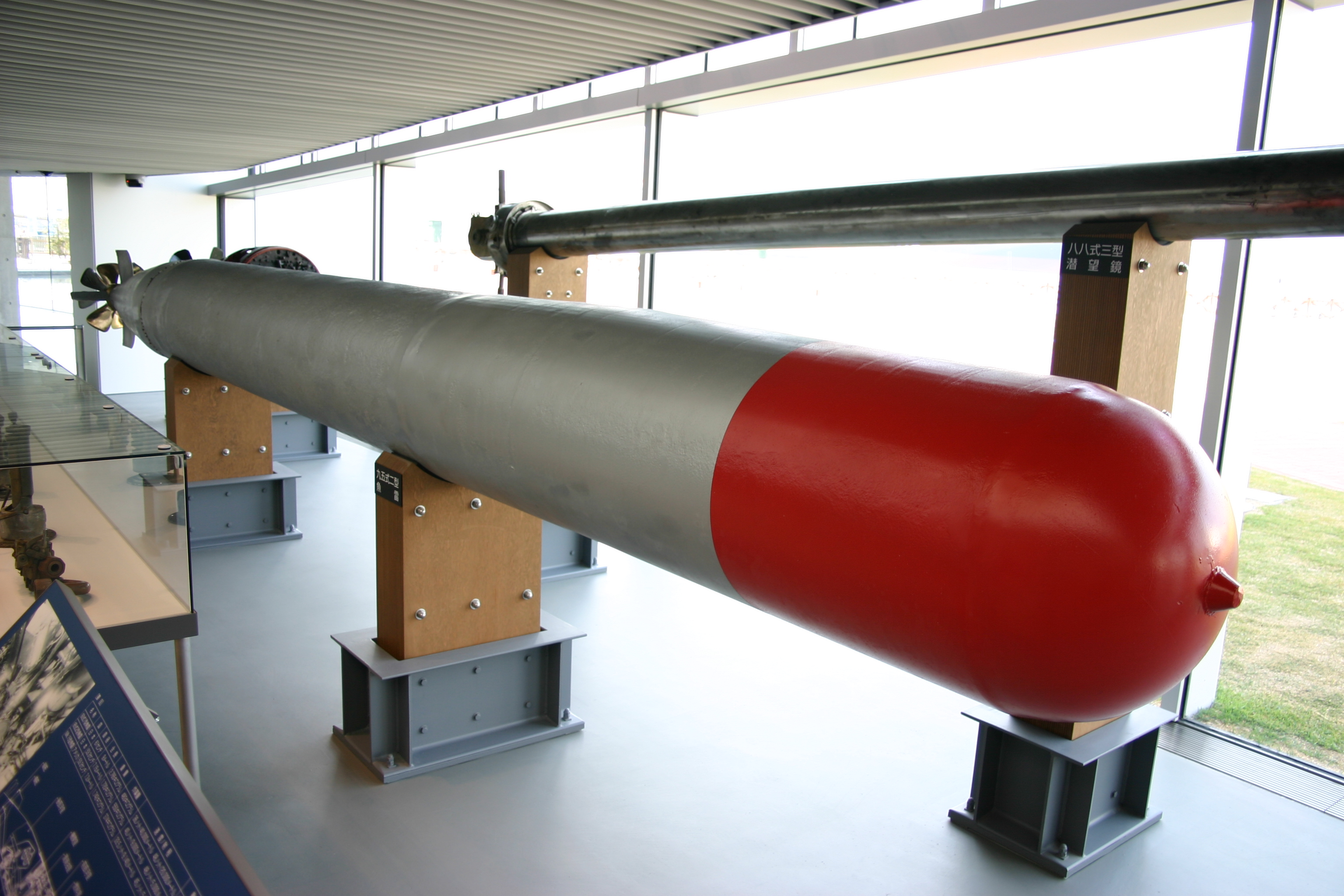
大型資料展示室の九五式二型魚雷。
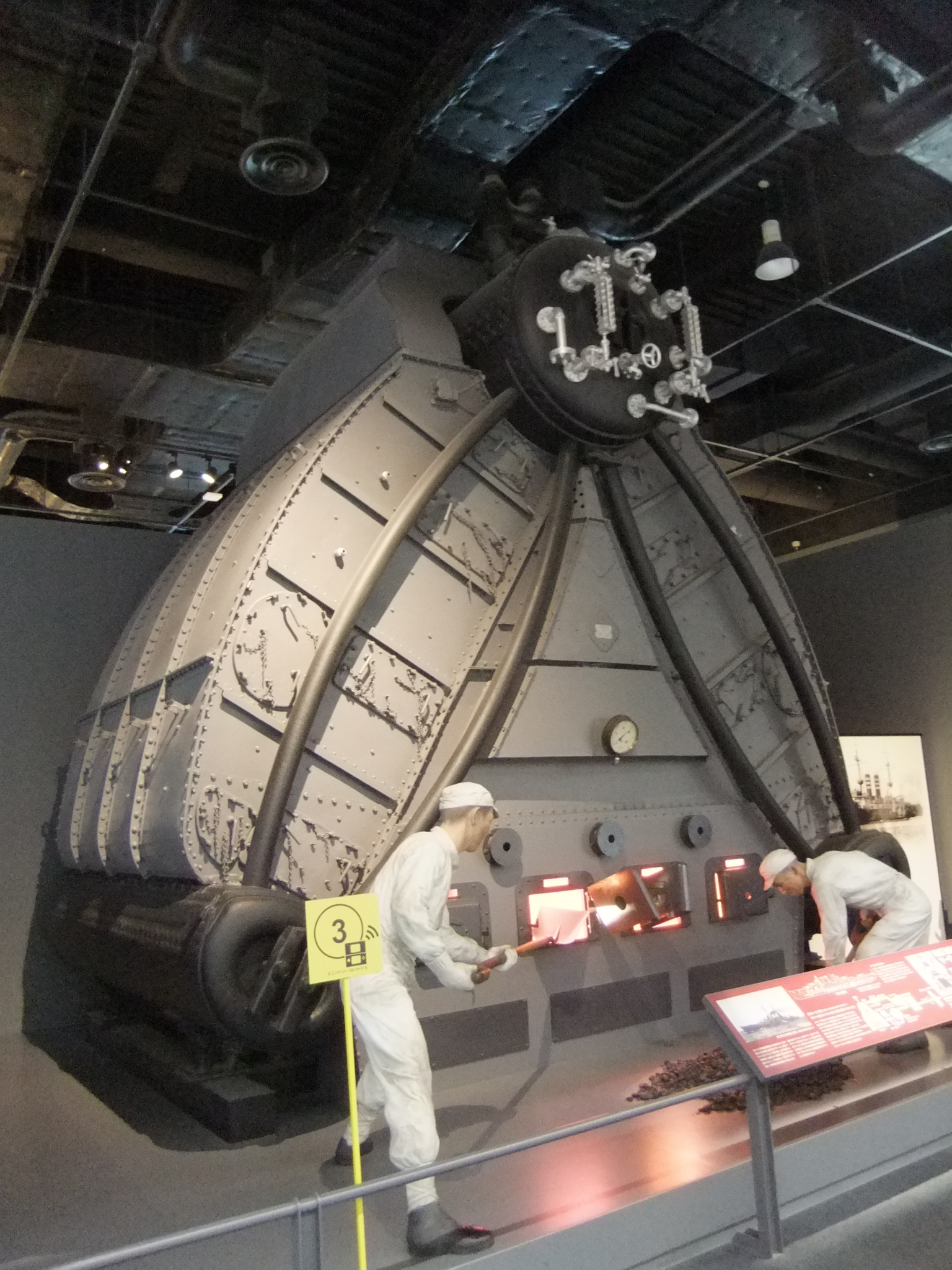
戦艦金剛に積まれていたヤーロー缶。
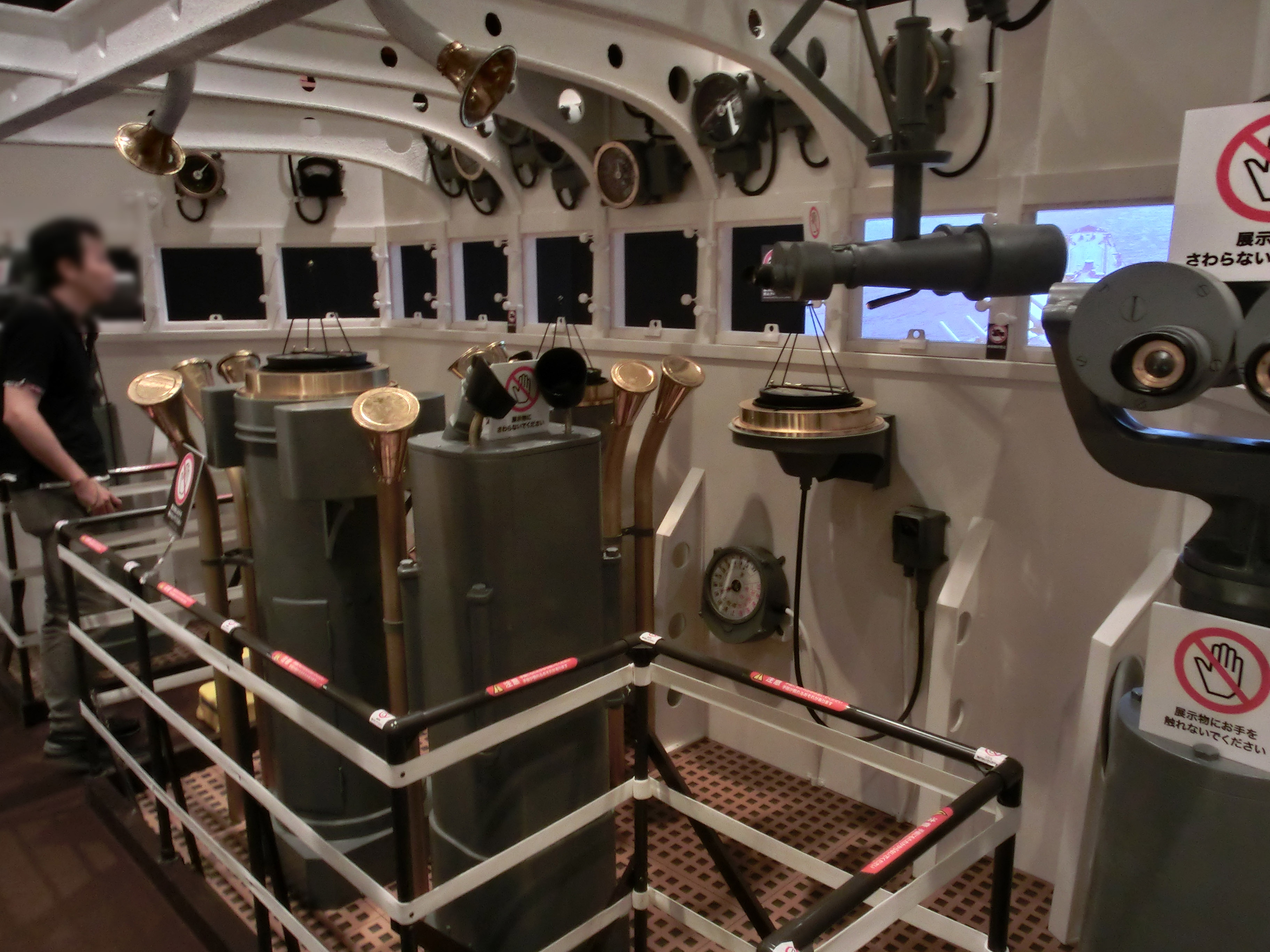
戦艦大和の艦橋復元モデル
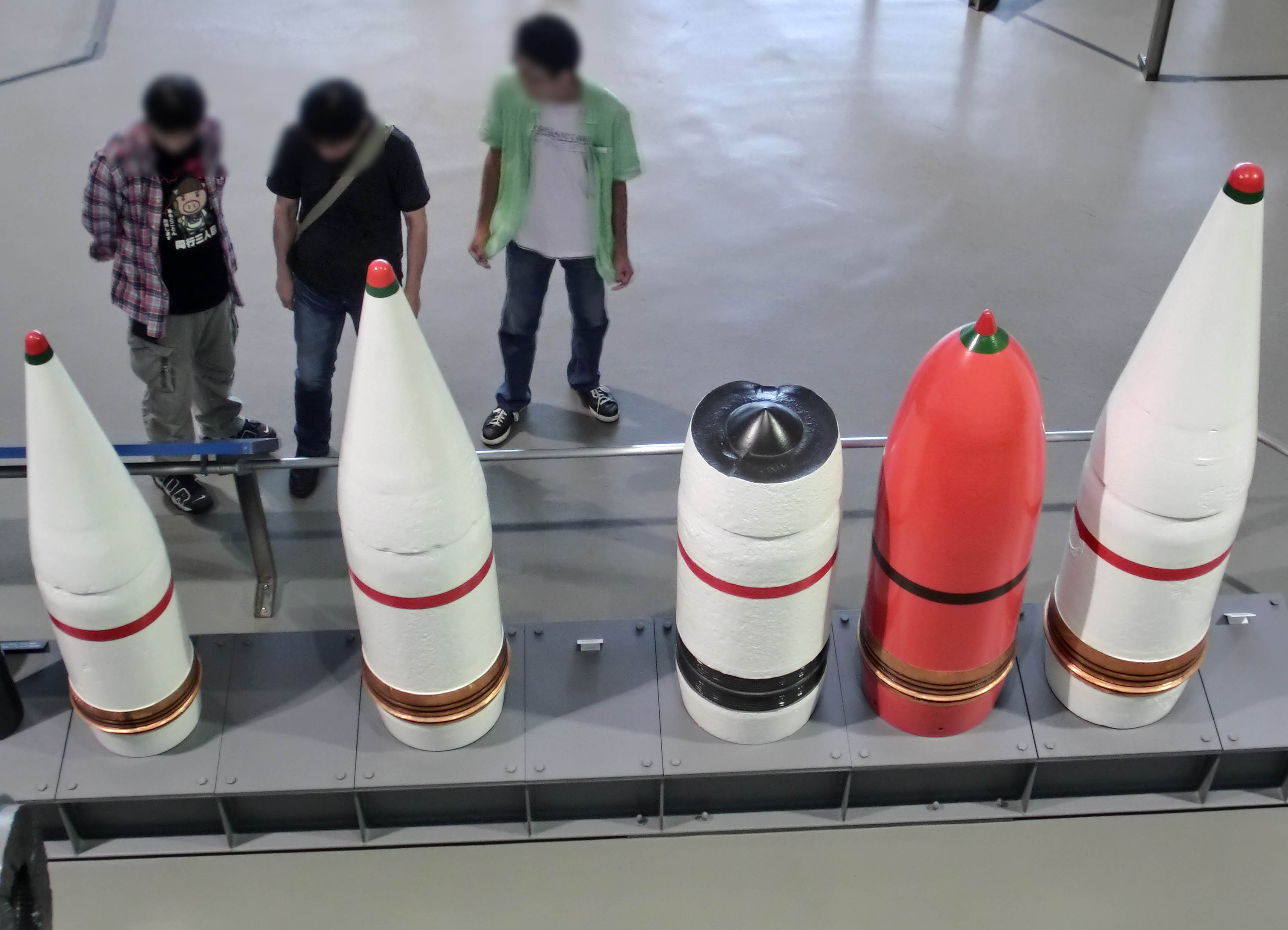
戦艦の主砲弾
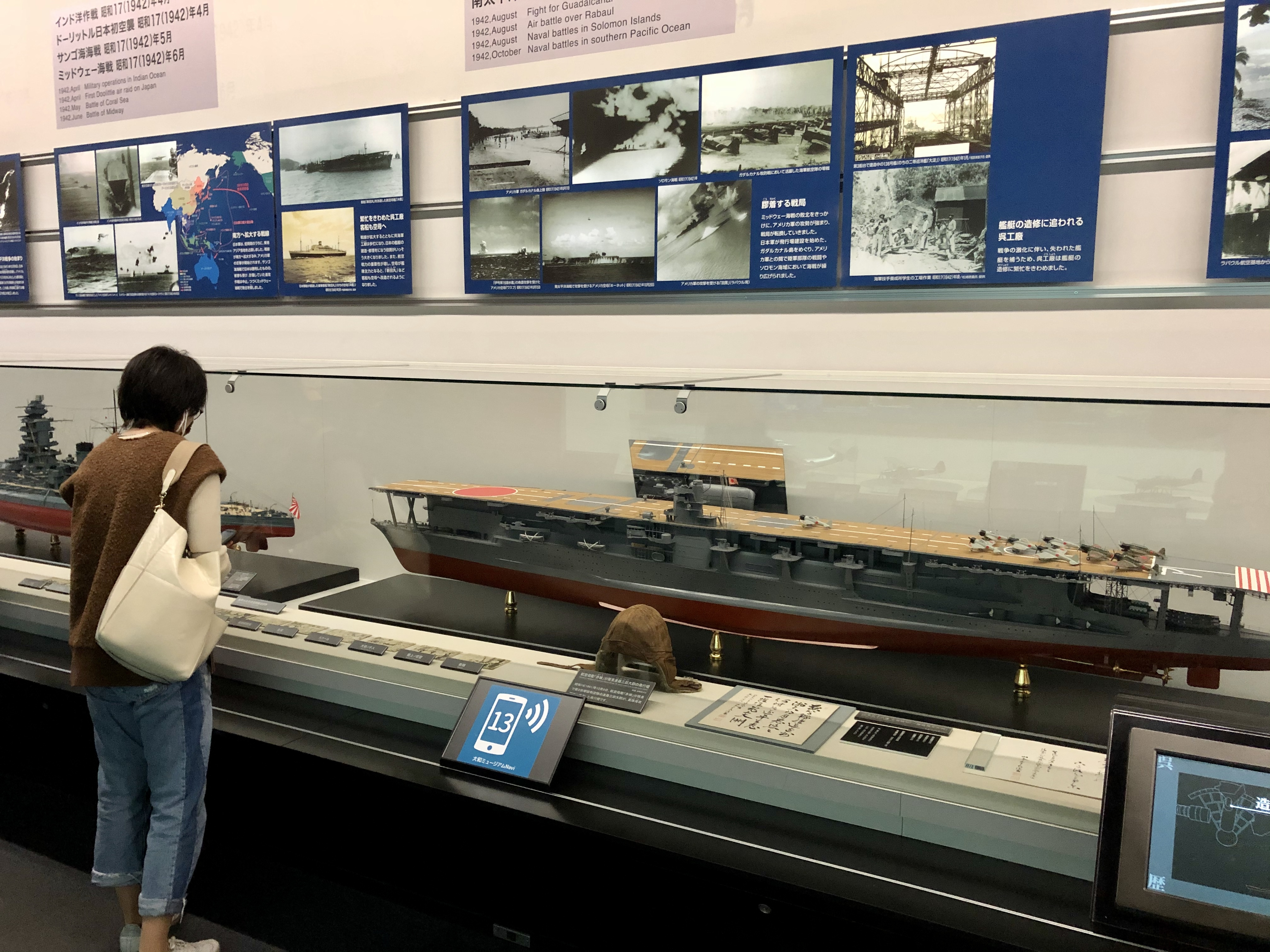
館内
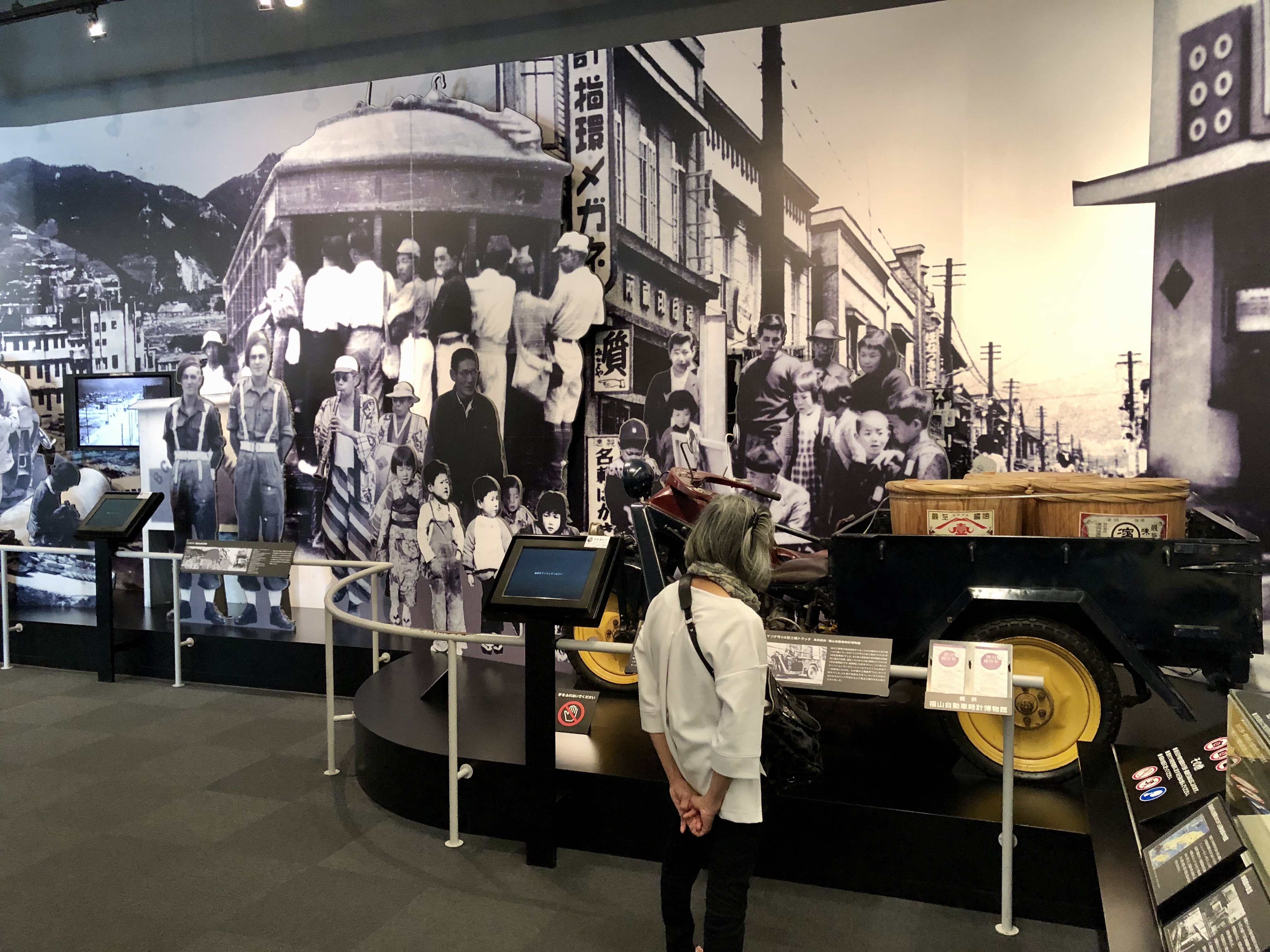
館内

## 地域経済社会への影響
大和ミュージアムの盛況に伴い、呉も広島湾一帯の観光ツアーに組み込まれるようになった。そのため、岩国市（錦帯橋）、廿日市市（宮島）、広島市（原爆ドーム・広島平和記念公園・広島城）を訪れる前後に来館する観光客も少なくない。呉市は周辺都市と広域行政に取り組むようになり、広島市・廿日市市とともに修学旅行の誘致事業も行っている。また戦後の広島湾岸諸都市の間には、広島が「軍都」から「平和都市」となる一方、呉・岩国・江田島が、広島のみならず日本の平和を守る自衛隊や在日米軍の拠点を担うという「分業」が存在した。広島は「軍事と平和」という二項対立のもと、「周辺都市の軍事拠点を隠し続けることで平和都市としての機能を維持している」という一部の政党や市民団体による見方もあった。しかし、多くの観光客が大和ミュージアムと平和記念公園を往来するようになると旧来の二項対立構造は瓦解し、この地域における「軍事と平和」は観光面で融合を果たしたとされる。
2005年には広島県の観光客数・観光客県内消費額が過去最高（当時）となり、大和ミュージアム開館が大きな一因であるとされた。呉市の観光客も2005年以降は年間300～350万人に増え、観光都市に成長した。この結果、県も大和ミュージアムを県観光の代表的・象徴的拠点として積極的に利用するようになり、2011年にはここで広島県と島根県の交流会議が開かれ、両県の観光ルート開拓が話し合われた。一方で、呉市の宿泊客はほぼ増えておらず、大和ミュージアムを訪れた観光客も広島市などで宿泊している人が多いと考えられている。そのため経済効果を市全体に広げる必要があるとされている
多くの人が訪れるようになった大和ミュージアムは呉の社会経済の中核的存在として機能するようになり、市の商業中心地は大和ミュージアムと呉駅の間に移動した。既存の文化施設・商店街は人通りが減ったため利用客数・店舗数等の減少が見られた。そのため、集客力ある大和ミュージアムの来館者を呼び込むために、れんが通り（旧中通り）で大和ミュージアムの姉妹館「ヤマトギャラリー零（ZERO）」がオープンした。ここでは大和ミュージアムの名誉館長・松本零士の漫画作品・収集コレクションなどを展示している。

## 館長

### 歴代館長
- 初代 戸髙一成 （2005年4月23日 - ）

### 名誉館長
- 松本零士 - 漫画家[4]
- 阿川弘之
- 的川泰宣
- 半藤一利
- 石坂浩二 …… 戦艦長門の軍艦旗を呉市に寄贈した縁[注 2]で、2015年（平成27年）5月9日に行われた開館10周年記念イベントにて委嘱[13]。

## 交通アクセス
- 西日本旅客鉄道（JR西日本）呉線「呉駅」よりペデストリアンデッキを徒歩5分。
  - 途中、ゆめタウン呉の店内を歩く形になるため、閉店時間帯（2020年5月現在22:00～翌9:00）は直通不可となる。
  - クレアラインも呉駅前停留所を利用。
- 広電バス宝町中央循環線（料金100円）「ゆめタウン・大和ミュージアム前」停留所下車すぐ。
- 東広島呉自動車道阿賀インターチェンジから通常約20分。（広島空港からおよそ1時間。）
  - （阿賀IC） - 国道185号 - 休山新道（休山トンネル）を経由する。
- 広島呉道路（クレアライン）仁保インターチェンジから呉インターチェンジ利用で約20分。
- フェリー利用の場合（石崎汽船・瀬戸内海汽船 松山観光港ないし広島宇品港）、隣の呉中央桟橋から徒歩1分。